# Dominique Bourmaud
Dominique Bourmaud (Rocheservière, 10 de octubre de 1958 - Kansas City, 4 de septiembre de 2021) fue un sacerdote y profesor francés. Perteneció a la Fraternidad Sacerdotal San Pío X.

## Reseña biográfica
Nació en Rocheservière en 1958. Pasó su juventud en la región de la Vendée, antes de entrar, muy joven, en el seminario de la Fraternidad Sacerdotal San Pío X, donde cursó sus estudios de latín, humanidades, filosofía y teología. Fue ordenado sacerdote por el arzobispo Marcel Lefebvre el 29 de junio de 1981.
De 1981 a 1983 trabajó en el priorato de la fraternidad en Madrid. Entre 1983 y 1993 ejerció como profesor, primero en el seminario de Ridgefield, y después en el Seminario Santo Tomás de Aquino de Winona. En 1993 fue destinado unos meses a Francia, antes de ser nombrado, en 1994, profesor en el Seminario Nuestra Señora Corredentora de la Reja, donde fue compañero de claustro del P. Álvaro Calderón y donde ejercerá su labor docente hasta 1997. En 1997 es destinado, de nuevo como profesor, al Seminario de la Santa Cruz de Goulburn, donde ejercerá la docencia hasta 2009. Durante estos años, además del francés -su lengua materna-, llegó a dominar el inglés y el español. 
En 2009 regresó definitivamente a Estados Unidos, desarrollando su ministerio sacerdotal en Kansas City, Texas y Saint Louis hasta 2020, año en el que es destinado definitivamente a Kansas City. En esta época fundó la editorial Angelus Press y la revista The Angelus.
Murió el 4 de septiembre de 2021. 

## Aportaciones

### Modernismo y Concilio Vaticano II
En 2006 publicó el libro Cent ans de modernisme. Généalogie du Concile CVatican II, traducido ese mismo año al castellano con el título Cien años de modernismo. Genealogía del Concilio Vaticano II. Esta obra tuvo una amplia acogida en los círculos de la Fraternidad Sacerdotal San Pío X, como prueba su rápida traducción al castellano. Además, recibió excelentes críticas de académicos no pertenecientes a la fraternidad, como el sacerdote Ángel David Martín Rubio, profesor de derecho canónico en la Universidad Pontificia de Salamanca.
En esta obra trató de demostrar que las doctrinas que se expendieron por toda la Iglesia a partir del Concilio Vaticano II tienen su raíz en el modernismo condenado por el Papa San Pío X en la encíclica Pascendi. El modernismo sería deudor, según Bourmaud, del pensamiento de Lutero, de Kant, de Strauss, de Schleiermacher, de Bergson, de Loisy, y de Tyrrel.

### Papel como fundador
Fundó la editorial Angelus Press y la revista The Angelus.

## Obras

### Libros:
- Cent ans de modernisme. Généalogie du Concile Vatican II (2006). Traducción castellana: Cien años de modernismo. Genealogía del Concilio Vaticano II (Buenos Aires, 2006).
- An Introduction to Catholic Social Doctrine (2019).